# مارکی (فیلم)
«مارکی» (فرانسوی: Marquis‎) فیلمی محصول فرانسه و بلژیک است که سال ۱۹۸۹ منتشر شد و بر پایه زندگی مارکی دو ساد ساخته شده‌است. تمام بازیگران فیلم از ماسک حیوانات استفاده کرده‌اند و صدایشان دوبله شده‌است. در بخشهایی از این فیلم که بر اساس طرحی از رولان توپور ساخته شده، از تکنیک پویانمایی خمیری بهره گرفته شده‌است.